# Maruja en el infierno
Maruja en el infierno es una película dramática peruana de 1983 dirigida por Francisco José Lombardi, está basada en la novela No una sino muchas muertes de Enrique Congrains.

## Sinopsis
En una fábrica de vidrio abandonada, una mujer explota a sus trabajadores, todos ellos enfermos mentales. Ante esta situación, una banda de jóvenes asaltantes decide robar la fábrica, y para lograr ese objetivo deben de introducir a uno de ellos en la casa de la mujer. Lo que ellos no saben es que en esa casa también vive Maruja, la ahijada de la mujer.

## Premios
- Premio de la Organización Juvenil. Taskent, 1983.
- Mención del Jurado, Karlovy-Vary, 1984.
- Mención especial del Jurado, Festival de Cine de Huelva, 1983.[2]